# Jean I Brinon
Pour les articles homonymes, voir Jean Brinon et Brinon.
Jean I Brinon, seigneur de Villaines, Rémy, Auteuil, Gournay et Moyenville, est un parlementaire du XVIe siècle.

## Biographie sommaire
Jean Brinon a été procureur au Parlement de Paris, premier président au Parlement de Normandie, chancelier d’Alençon, et président des conseils de la régente Louise de Savoie durant la captivité de François Ier. François Ier avait en lui un homme de confiance et l’avait chargé de plusieurs missions diplomatiques.
Marié avec Pernelle de Perdriel, dame de Médan, il a eu un fils unique Jean II Brinon et est mort en 1528.